# John Christopher Ingham Roper-Curzon (20e baron Teynham)
John Christopher Ingham Roper-Curzon (25 décembre 1928 - 27 mai 2021), populairement connu sous le nom de capitaine John, est le 20e baron de Teynham ,. 

## Biographie
Il est né le 25 décembre 1928, fils de Christopher Roper-Curzon (19e baron Teynham) et d'Elspeth Grace Whitaker. Le troisième nom de John est en l'honneur de Benjamin Ingham, son ancêtre ,. Le 31 octobre 1964, John épouse Elizabeth Scrymgeour-Wedderburn ,,.
John Roper-Curzon fréquente le Collège d'Eton de Windsor. Alors qu'il est dans les Coldstream Guards, il obtient le grade de sous-lieutenant et, en 1948, le rang de capitaine alors qu'il sert dans les Buffs (TA) en Palestine . Entre 1953 et 1955, il est Aide de camp du Commandant en chef, poste qu'il retrouve en 1956. Le 5 mai 1972, il devient 20e baron de Teynham.
Il hérite de Pylewell Park de sa mère Elspeth Grace Whitaker ,,. Sa femme Elizabeth et lui s'y installent en 1988 .